# Cugaru (tjesnac)
Cugaru (japanski: 津軽海峡, Tsugaru Kaikyō) je tjesnac između japanskih otoka Hokkaido i Honshū koji povezuje Japansko more s Tihim oceanom. 
Nazvan je prema istoimenom zapadnom dijelu Aomori prefekture. Preko najužeg dijela prolaza od 19,5 km prolazi tunel Seikan koji povezuje poluotoke Cugaru na otoku Honšu i Matsumu na Hokkaidu. Također, postoji i trajektna linija koja povezuje otoke. U pomorskoj nesreći 26. rujna 1954. u prolazu je potonuo trajekt Tōya Maru te su pritom poginule 1,172 osobe.
Japanske teritorijalne vode pružaju se tri nautičke milje od obale (5,6 km) umjesto uobičajenih 12, prema navodima kako bi bio omogućen prolaz brodovima Američke mornarice s nuklearnim oružjem bez da krše japansku zabranu nuklearnog oružja na njegovom teritoriju. Dio kojim prolazi tunel Seikan pod suverenitetom je Japana, dok su dijelovi prolaza koji se smatraju međunarodnim vodama unutar japanske ekskluzivne ekonomske zone.
Engleski istraživač Thomas Blakiston primjetio je da su životinje na Hokkaidu srodnije životinjama sjeverne Azije, dok su one na Honšuu srodnije južnoj Aziji. Zbog toga je označio Cugarov prolaz kao zoogeografsku granicu, koja je danas poznata kao Blakistonova linija.

## Vanjske poveznice
|  | Zajednički poslužitelj ima još gradiva o temi Cugaru (tjesnac) |